# اکامپو (کالیفرنیا)
اکامپو، کالیفرنیا (به انگلیسی: Acampo, California) در ایالات متحده آمریکا است که در کالیفرنیا واقع شده‌است.

## خصوصیات
اکامپو ۲٫۴۲۸ کیلومترمربع مساحت و ۳۴۱ نفر جمعیت دارد و ۱۵٫۸۵ متر بالاتر از سطح دریا واقع شده‌است.